# Еркнер
Еркнер (нім. Erkner) — місто в Німеччині, розташоване в землі Бранденбург. Входить до складу району Одер-Шпре.
Площа — 16,60 км2. Населення становить 11 935 ос. (станом на 31 грудня 2020).

## Демографія
- Динаміка населення з 1875 року в сучасних кордонах (Синя лінія: населення; Пунктир: відносна порівняльна динаміка населення землі Бранденбург; Сірий фон: період Третього рейху; Помаранчевий фон: період НДР)
- Динаміка населення (синя лінія) і прогнози

| Рік  | Населення |
| ---- | --------- |
| 1875 | 1 165     |
| 1890 | 2 295     |
| 1910 | 3 844     |
| 1925 | 5 703     |
| 1939 | 8 234     |
| 1950 | 6 631     |
| 1964 | 8 330     |

| Рік  | Населення |
| ---- | --------- |
| 1971 | 8 391     |
| 1981 | 12 313    |
| 1985 | 12 867    |
| 1990 | 12 158    |
| 1995 | 11 802    |
| 2000 | 12 128    |
| 2005 | 11 829    |

| Рік  | Населення |
| ---- | --------- |
| 2010 | 11 580    |
| 2015 | 11 668    |
| 2016 | 11 695    |
| 2017 | 11 818    |
| 2018 | 11 815    |
| 2019 | 11 856    |
| 2020 | 11 935    |

Джерела даних вказані на Wikimedia Commons.

## Галерея

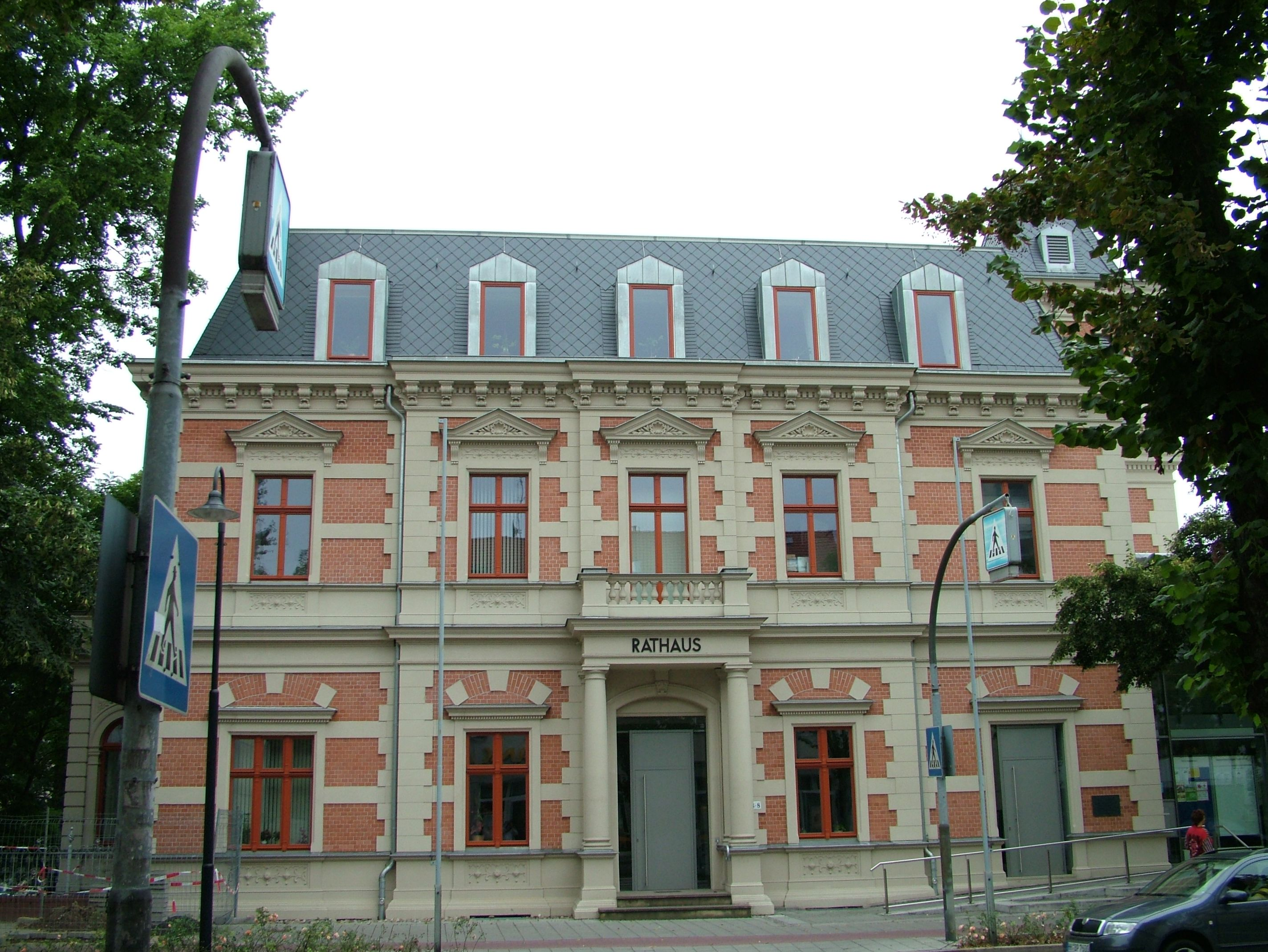
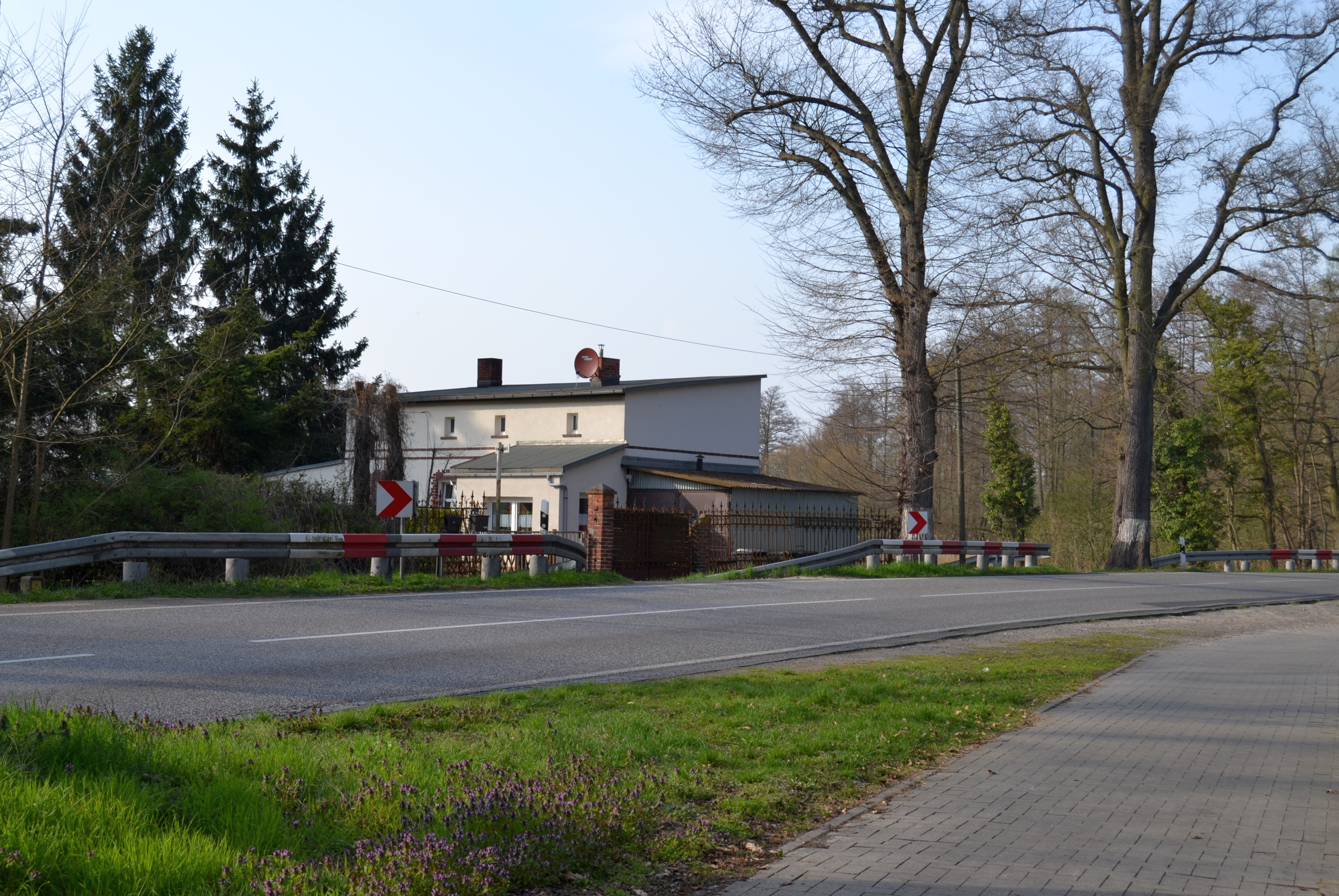
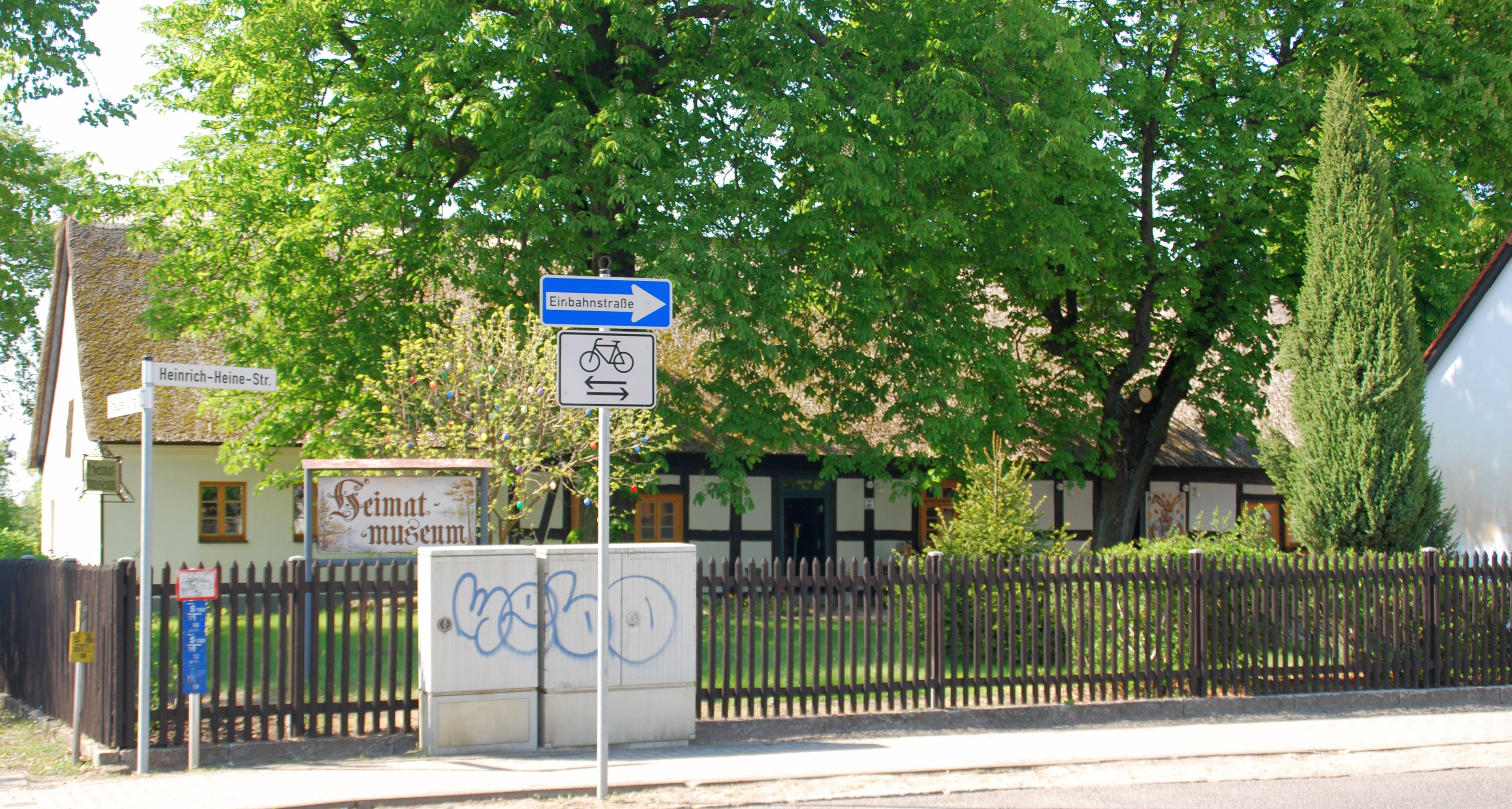
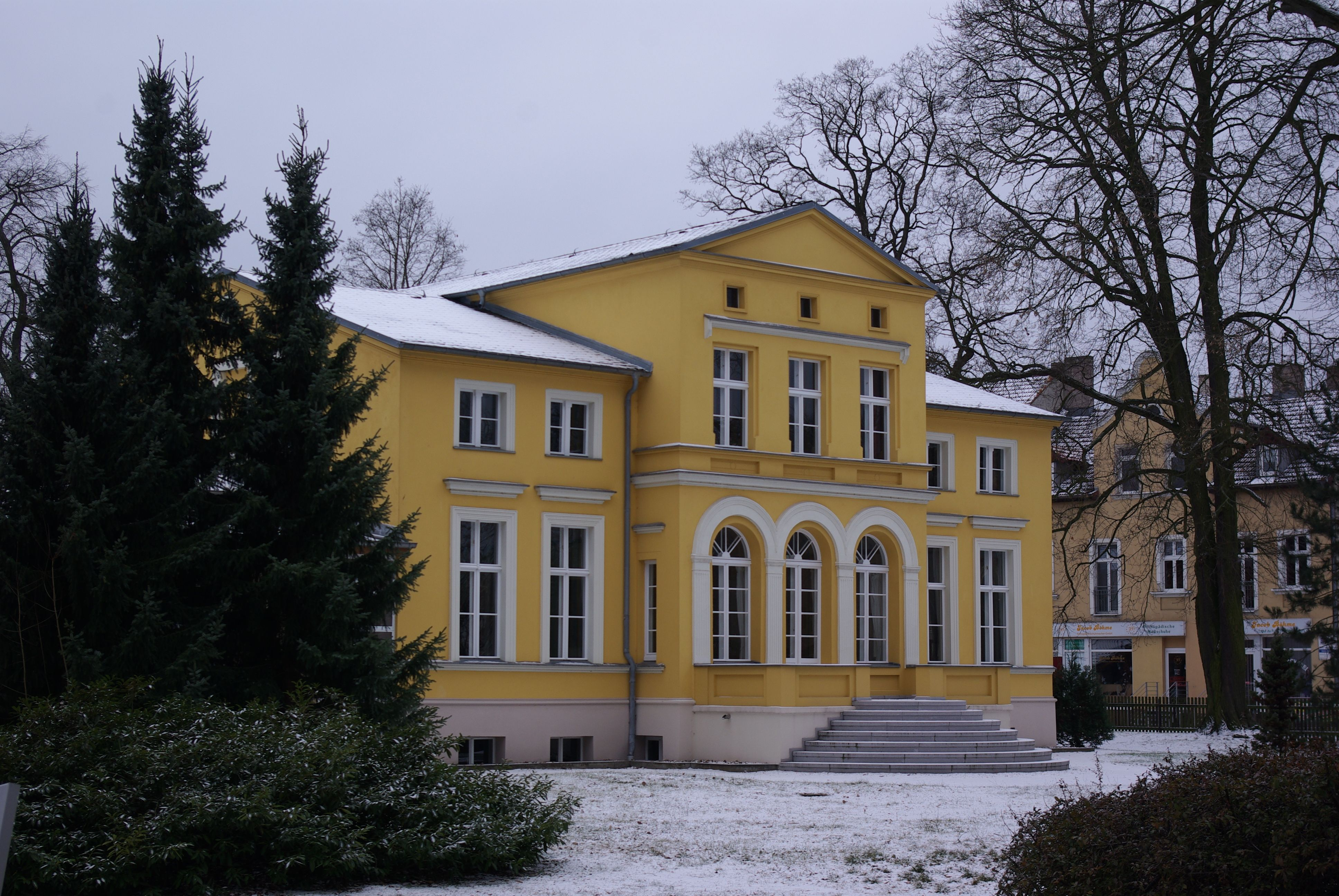
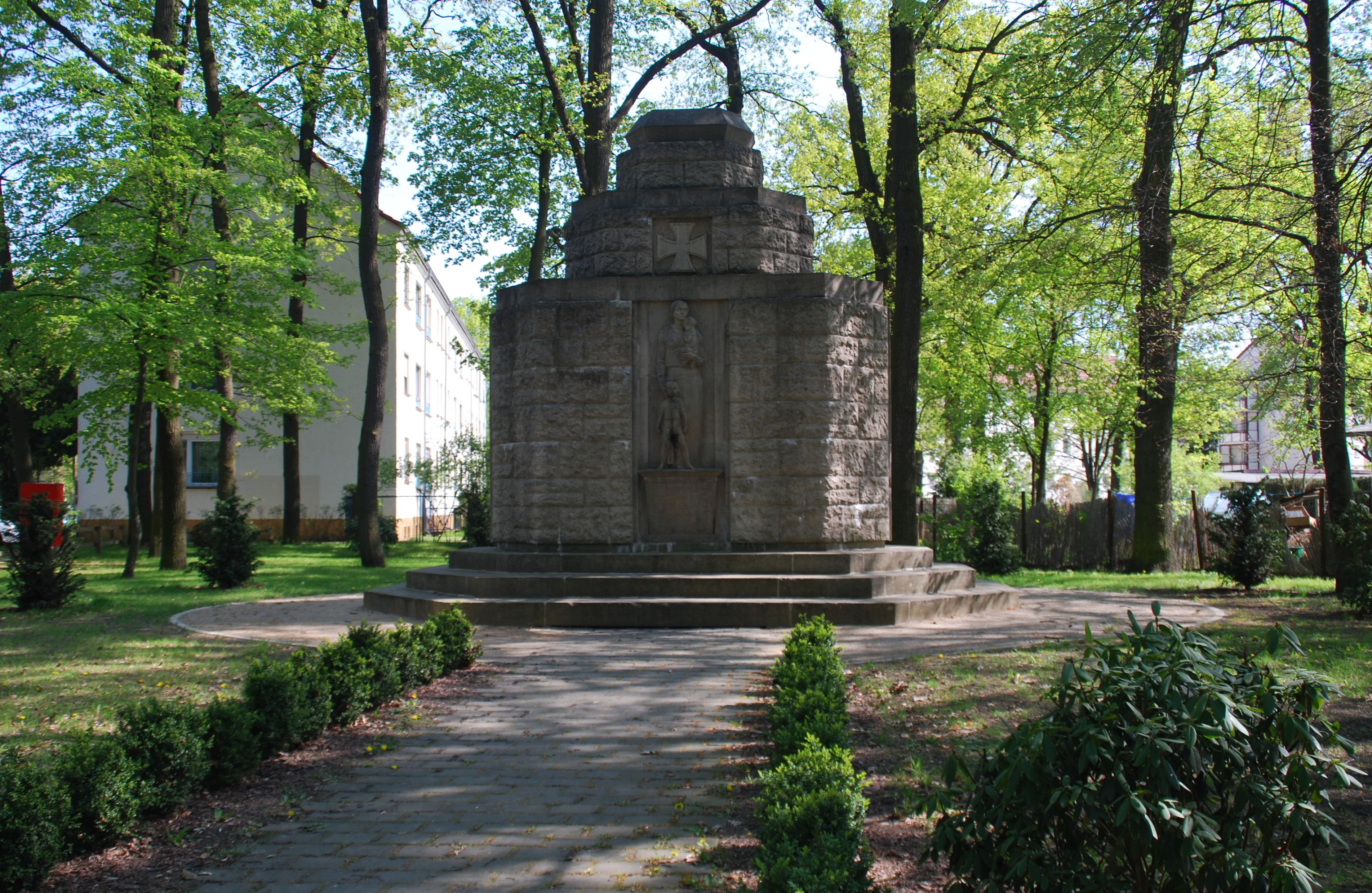
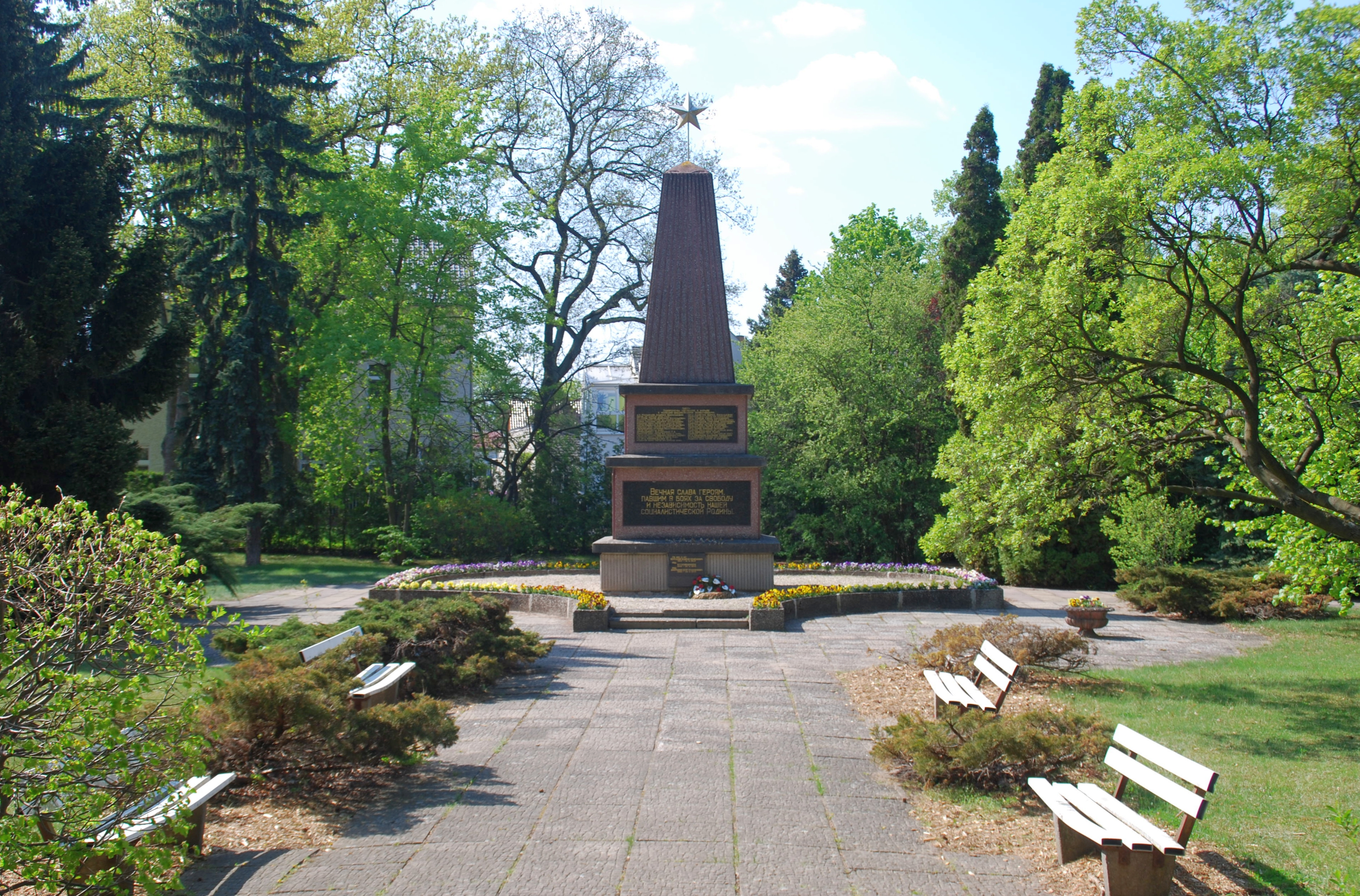